# Evan Neufeldt
Evan Neufeldt (16 juni 1987) is een Canadees skeletonracer.

## Carrière
Neufeldt maakte zijn wereldbekerdebuut in het seizoen 2014/15 waar hij een 22e plaats bereikte. De twee seizoenen die erop volgde bereikte hij telkens een 40e plaats. Van 2017 tot 2021 kwam hij uit op lagere niveaus, hij keerde in het seizoen 2021/22 terug naar de wereldbeker met een 34e plaats.
Hij nam in 2015 voor het eerst deel aan het wereldkampioenschap waar hij een 23e plaats behaalde. Het jaar erop wist hij een 25e plaats te behalen en negende in de landencompetitie.

## Resultaten

### Wereldkampioenschappen
| Jaar | Plaats     | Resultaat                           |
| ---- | ---------- | ----------------------------------- |
| 2015 | Winterberg | 23e individueel                     |
| 2016 | Igls       | 25e individueel 9e landencompetitie |

### Wereldbeker
Eindklasseringen
| Seizoen   | Rang |
| --------- | ---- |
| 2014/2015 | 22e  |
| 2015/2016 | 40e  |
| 2016/2017 | 40e  |
| 2017/2018 | /    |
| 2018/2019 | /    |
| 2019/2020 | /    |
| 2020/2021 | /    |
| 2021/2022 | 34e  |
| 2022/2023 | 20e  |